# Porus de transició de permeabilitat mitocondrial (mPTP)
El Porus de transició de permeabilitat mitocondrial  (mPTP) de l’anglès mitochondrial permeability transition pore) és un canal proteic no selectiu de gran conductància que es forma a la membrana mitocondrial interna. Permet la difusió de molècules de fins a 1,5 kDa i la seva obertura sostinguda s’associa a l’aparició de processos de mort cel·lular en moltes patologies.

## Funcions fisiològiques i en la patologia
El mPTP va ser descrit per primera vegada per Haworth i Hunter l’any 1979. S’ha vist que la seva obertura sostinguda es produeix en resposta a senyals cel·lulars com l’estrès oxidatiu o una sobrecàrrega de calci, provocant la pèrdua del potencial de membrana mitocondrial i una alteració greu de l’homeòstasi cel·lular.
En condicions fisiològiques es troba tancat, però una obertura sostinguda pot induir inflor mitocondrial, ruptura de la membrana externa i pot acabar desencadenant necrosi o necroptosi, formes regulades de mort cel·lular, en patologies associades amb l’envelliment com l’infart de miocardi, malalties neurodegeneratives, càncer o en la reperfusió de lesions isquèmiques.
Tanmateix, la seva obertura transitòria pot tenir funcions fisiològiques beneficioses com la regulació de l’alliberament mitocondrial de Ca2+, la regulació de la senyalització d’espècies reactives d’oxigen (ROS), la modulació del metabolisme cel·lular i la diferenciació de cèl·lules neuronals, cèl·lules musculars cardíaques i cèl·lules mare.

## Estructura
La composició exacta del mPTP és controvertida. Històricament, s’ha proposat que el translocador de nucleòtids d’adenina (ANT), situat a la membrana interna, i el canal aniònic dependent de voltatge (VDAC), situat a la membrana externa, constitueixen parts estructurals del mPTP. Malgrat això, la seva implicació directa continua sent objecte d’investigació.
En canvi, s’ha identificat components clau en la regulació del porus com la ciclofilina D (CypD), una proteïna que es troba a la matriu mitocondrial i que té un paper regulador de l’obertura del porus.